# Helina depuncta
Helina depuncta är en tvåvingeart som först beskrevs av Fallen 1825.  Helina depuncta ingår i släktet Helina och familjen husflugor. Arten är reproducerande i Sverige. Inga underarter finns listade i Catalogue of Life.